# ロマン・グーピル
ロマン・グーピル（Romain Goupil、1951年 - ）は、フランスの映画監督。『30歳の死』を手がけたことで知られている。

## 経歴
1951年、パリに生まれる。高校生の頃、1968年の五月革命に参加する。ジャン＝リュック・ゴダール、シャンタル・アケルマン、ロマン・ポランスキーらの監督作品に関わった。
1982年、『30歳の死』で映画監督デビュー。同作で第35回カンヌ国際映画祭のカメラ・ドールを受賞する。2010年、『ハンズ・アップ!』を監督する。2014年、『来るべき日々』が第27回東京国際映画祭のコンペティション部門にて上映される。

## フィルモグラフィー

### 映画
- 30歳の死（1982年） - 監督・脚本
- 666号室（1982年） - 出演
- 忘却に抗って - 命のための30通の手紙「イスラエル、アブド・アル＝ラウフ・ガビーニのために」（1991年） - 監督
- 処女（2001年） - 出演
- ハンズ・アップ!（2010年） - 監督・脚本
- 来るべき日々（2014年） - 監督・脚本